# روسات
روسات أو مرصد روسات الفضائي في الفلك (بالإنجليزية :ROSAT) هو قمر صناعي لقياس الأشعة السينية الآتية من بعض الأجرام السماوية. بلغ وزن القمر الصناعي بمعداته 2426 كيلوجرام وهو يعتبر أكبر قمرا صناعيا ألمانيا وزنا، وتكلف نحو 560 مليون مارك ألماني. تعاونت في هذا المشروع الولايات المتحدة والمملكة المتحدة مع ألمانيا.

## وقت خدمته
أطلق روسات على متن صاروخ دلتا 2 يوم 1 يونيو 1990 ليتخذ مدارا حول الأرض على ارتفاع 580 كيلومتر وظل يعمل حتى 12 فبراير 1999. وهو يتكون من تلسكوب ولتر ذو أنابيب مخروطية معدنية في هيئة البصلة تقوم بعكس كلي لأشعة إكس في نطاقي الأشعة السينية الضعيفة الطاقة والمتوسطة، فتتجمع الأشعة السينية خلف التلسكوب في بؤرة مكونة صورة للجرم السماوي. كما يمتد نطاق عمله على تسجيل الأشعة فوق البنفسجية فائقة الطاقة.
قام بتجهيز روسات المركز الألماني لأبحاث الطيران والفضاء DLR بالقرب من ميونيخ. وقام بالمتابعة العلمية لروسات معهد ماكس بلانك لفيزياء خارج الأرض تحت رعاية العالم الفلكي الألماني يواخيم ترومبر. قامت شركة دورنيير بالتعاون مع شركة كارل سايز للبصريات، كما شاركت في هذا المشروع الولايات المتحدة الأمريكية (ناسا) والمملكة المتحدة.
وقد قام روسات بمسح كامل للأجرام السماوية التي تصدر أشعة سينية، وقام باكتشاف نحو 125.000مصادرا جديدا يصدر أشعة سينية في الكون، و479 مصدرا يصدر أشعة في نطاق الأشعة فوق البنفسجية الفائقة الطاقة. وقد نشرت تلك الاكتشافات في نحو 7000 بحث علمي على مستوى العالم.

## أهم الاكتشافات
من أهم اكتشافت مرصد روسات الفضائي هو التصوير الدقيق للخلفية الكونية من أشعة إكس التي تصدر من النجوم الزائفة ومن مجرات نشطة، وكذلك اكتشاف نجوم نيوترونية التي تصدر اشعة حرارية.
كما استطاع روسات عام 1996 تسجيل الأشعة السينية الصادرة من مذنب هيكوتيك، وكذلك عدد من بقايا مستعرات عظمى. واستطاع تسجيل اشعة إكس التي أصدرها المستعر الأعظم مستعر أعظم 1987 أي الذي حدث في مجرة ماجلان الكبرى.
كذلك اهتم مرصد روسات بتصوير تجمعات المجرات والنجوم المزدوجة التي تصدر أشعة إكس وتسجيل ثقوب سوداء. وتبلغ دقة تسجيلات روسات أنه استطاع التفرقة الزمنية بين نبضات النباض العقرب والذي تبلغ دورته 033و0 ثانية.

كما اكتشف روسات أن القمر يعكس أشعة سينية ساقطة عليه من الشمس.
وفي يوم 12 فبراير 1999 تم انهاء تشغيل روسات.

## احتمال سقوطة خلال 2011
نظرا لكبر كتلة القمر الصناعي روسات فيتوقع عدم احتراقه وتبخره في جو الأرض عند سقوطه. ولا يمكن التحكم في روسات وبالتالي فلا يمكن إسقاطه بطريقة متحكم فيها فوق المحيط.

## اقرأ أيضا
| - تلسكوب فضائي - بلانك (مرصد فضائي) - مسبار ويلكينسون لقياس اختلاف الموجات الراديوية - مصفوف الكيلومتر المربع - مسبار فضائي - الشمس | - مقراب جيمس ويب الفضائي - مرصد كيك - مقراب سبيتزر الفضائي - مرصد هابل الفضائي - مرصد كومبتون لأشعة غاما - مرصد سويفت الفضائي - مسبار روسي لتوقيت أشعة إكس |  |